# باغ اسکویی
باغ اسکویی مربوط به اواخر دوره قاجار است و در شهرستان سبزوار، روستای ابارش واقع شده و این اثر در تاریخ ۱۱ دی ۱۳۸۰ با شمارهٔ ثبت ۴۵۷۲ به‌عنوان یکی از آثار ملی ایران به ثبت رسیده است.